# V838 Monocerotis
V838 Monocerotis je proměnná hvězda v souhvězdí Jednorožce, jedna z největších známých hvězd. Objevena byla 6. ledna 2002 amatérským astronomem N. J. Brownem z Austrálie. Objev druhého, ještě většího, vzplanutí učinili čeští astronomové ze skupiny MEDÚZA dne 2. února 2002. Dnes je astronomy považována za jednu z nejzajímavějších proměnných hvězd.
Její přesná povaha zatím není jasná. Původně se předpokládalo, že jde o novu. Dnes se astronomové domnívají, že její nedávný vývoj ji odklonil z hlavní posloupnosti a stává se z ní červený veleobr. Do té doby se však předpokládalo, že tato fáze trvá stovky až tisíce let, ale v případě V838 Monocerotis proběhla za několik měsíců. Může také jít o zcela nový druh eruptivní proměnné hvězdy. Hypotézy o příčině její proměnnosti jsou velmi různé, některé naznačují, že je součástí dvojhvězdy. První vzplanutí hvězdy bylo pozorováno v lednu 2002 a zopakovalo se o několik týdnů později, přičemž její jasnost stoupla z 11. - 12. hvězdné velikosti na 6,5 v průběhu jediného dne. Bylo to přibližně 9 000násobné zjasnění. V838 Monocerotis se tehdy dočasně stala nejjasnější hvězdou v Mléčné dráze. Světelná echa ze vzplanutí prosvětlili průzračné obálky vyvržené materiálu a v jejich středu se nachází zářivě oranžová hvězda spektrálního typu K. Obálky byly vyvržené hvězdou v minulosti, ale až do vzplanutí zůstávaly neviditelné. Největší obálka má průměr asi 6 světelných let. Kromě toho odhodila hvězda během vzplanutí i část vlastní hmoty. V březnu 2002 hvězda opět zjasněla z magnitudy 9 na 7,5 během několika dní. V současnosti (2015) má hvězda magnitudu okolo 14-15. Je od nás vzdálená přibližně 20 000 světelných let.